# Ruttermolen
De Ruttermolen, ook wel Molen van Werelds of Ruttenmolen genoemd, is een watermolen op de Jeker in Rutten in de Belgische gemeente Tongeren. De molen bevindt zich aan de Ruttermolenstraat.
De Ruttermolen werd voor het eerst vermeld in 1360 als eigendom van de heer van Hamal. In 1557 werd de molen ook vermeld als "Molen van Soest geheyten van Elch". Het huidige molencomplex dateert uit de 19e eeuw.
De molen en de omgeving zijn sinds 11 april 1984 beschermd als monument en dorpsgezicht.
- Inventaris van het Bouwkundig Erfgoed (Vlaanderen): 37573